# Freiburger Hafenpriel

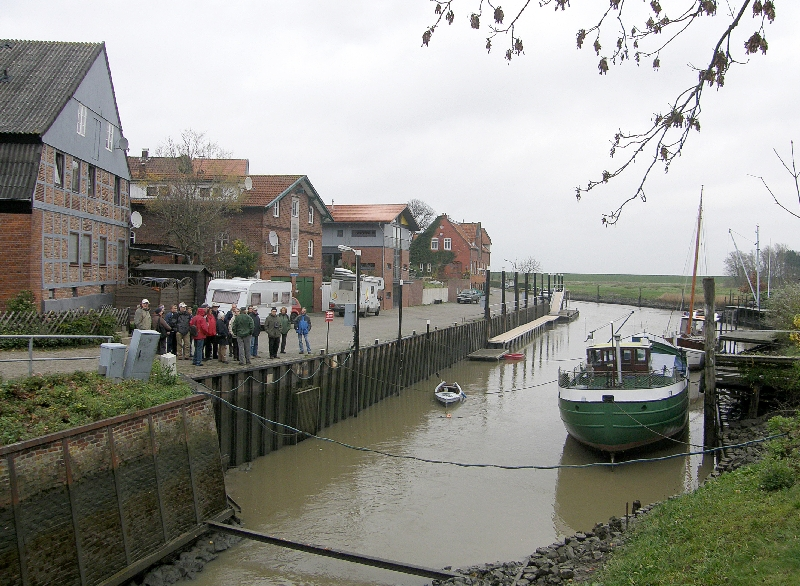
Freiburger Hafen

Der Freiburger Hafenpriel (FHP) ist eine rd. 2 km lange nicht klassifizierte Bundeswasserstraße in Niedersachsen (Deutschland) als Zufahrt von der Unterelbe zum Freiburger Hafen, für die das Wasserstraßen- und Schifffahrtsamt Elbe-Nordsee zuständig ist. Der FHP zählt zu den Binnenwasserstraßen, auf denen die Seeschifffahrtsstraßen-Ordnung gilt.
Der FHP beginnt mit km 0,00 an der Deichschleuse in Freiburg/Elbe und mündet mit km 1,95 in die Elbe bei km 682,61.
Der tideabhängige Hafen dient vor allem dem Wassersport und daneben noch der Fischerei. 1966 wurde der Hafen im Zuge eines neuen Deichs bei km 0,45 durch das Sperrwerk Freiburg gegen Sturmfluten abgegrenzt.